# Lineamientos de la Política Económica y Social del Partido y la Revolución

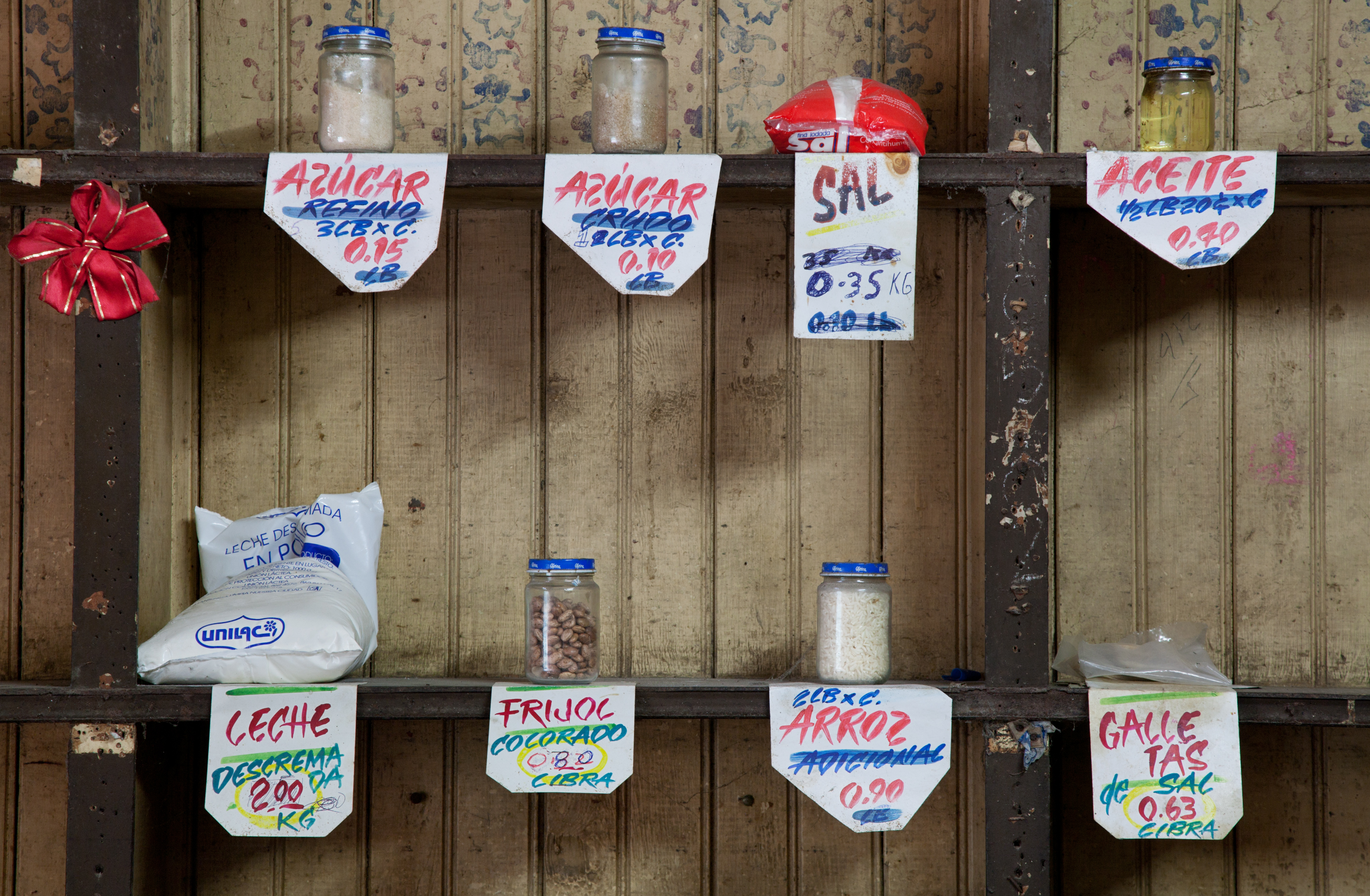
Debido a la escasez en Cuba, la racionalización de los productos alimenticios es un problema, en la imagen, bodega en La Habana (2011).

Los Lineamientos de la Política Económica y Social del Partido y la Revolución es el nombre dado a las reformas socioeconómicas iniciadas por Cuba en 2011 para actualizar el modelo económico del país sin abandonar el socialismo. Como resultado el Partido Comunista de Cuba incentiva la inversión extranjera, cooperativas y ciertos casos de propiedad privada a pequeña escala.
El proceso según Carmelo Mesa-Lago, es similar al Đổi mới de Vietnam y al Socialismo con características chinas de la República Popular China, pues combina dinamismo económico con control político. Mesa-Lago hace hincapié que de manera resumida algunos logros iniciales de los lineamientos fue la mejora del sector público, entrega de tierras a privados y la permisividad de una mayor inclusión de la ciudadanía cubana a sectores turísticos reservado para extranjeros.
Debido al acercamiento entre Cuba y los Estados Unidos durante los gobiernos de Raúl Castro y Barack Obama respectivamente, las reformas también en su conjunto es llamado como la Actualización del Socialismo Cubano.

## Contexto

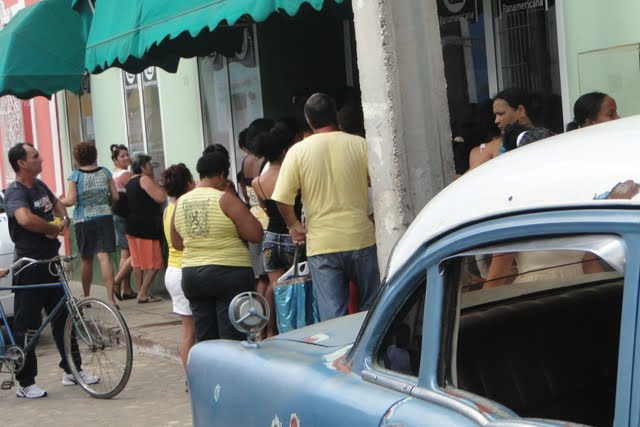
Cola para comprar una ración de pan en Trinidad (2011).

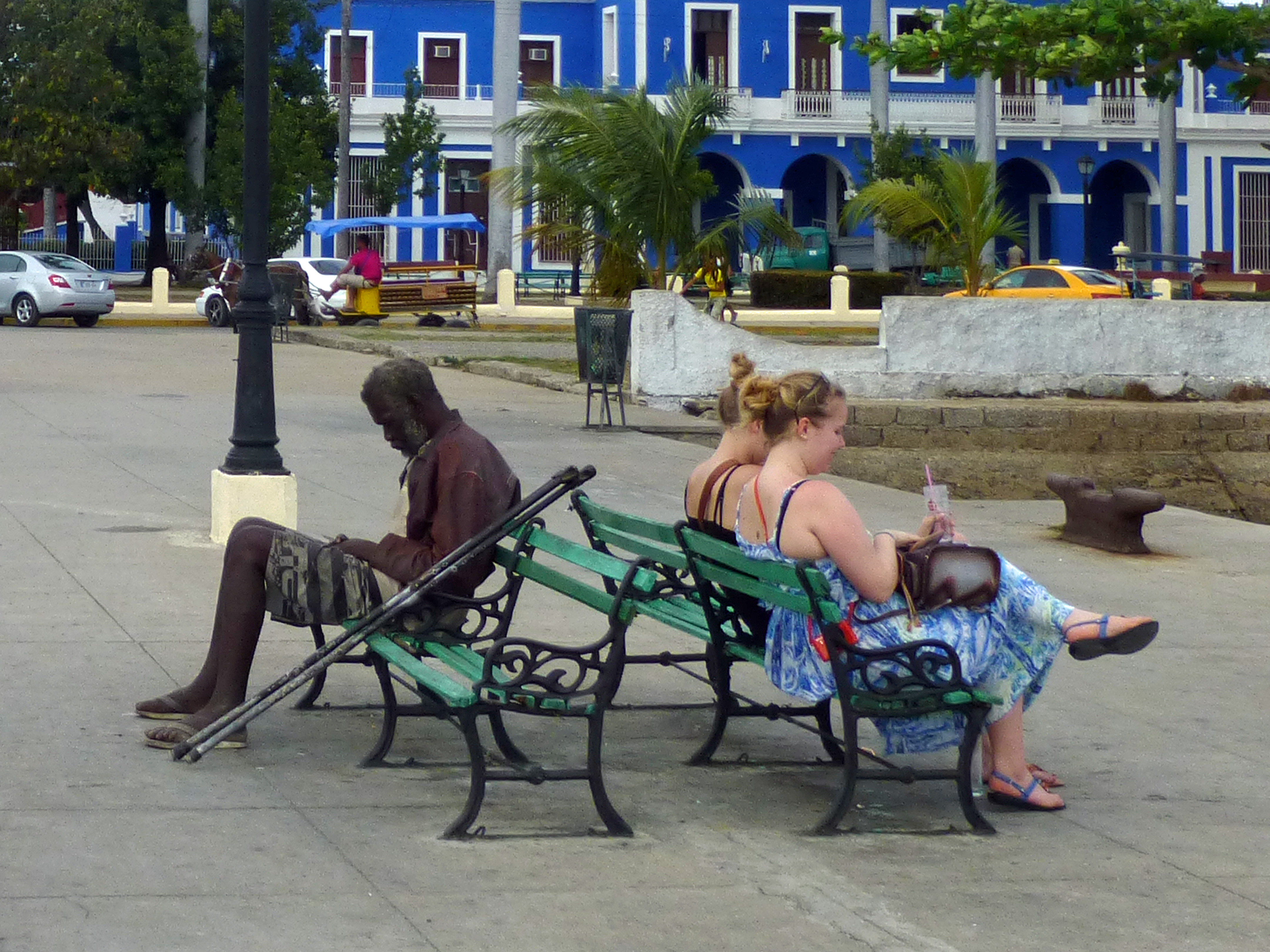
Las reformas permitieron el ingreso masivo del turismo, pero sin verse necesariamente reflejado en el mejoramiento de la calidad de vida de los ciudadanos. En la imagen, un afrocubano pobre atrás de turistas blancas en Cienfuegos (2015).

Durante el VI Congreso del Partido Comunista de Cuba (PCC) entre el 16 y 19 de abril de 2011 se acordó poner en marcha la denominada «Lineamientos de la Política Económica y Social del Partido y la Revolución» para actualizar las medidas económicas y sociales tomadas desde el final de la campaña militar de la Revolución cubana:
- Aprobar los Lineamientos de la Política Económica y Social del Partido y la Revolución con las modificaciones acordadas.[1]

- Orientar al Gobierno la creación de una Comisión Permanente para la Implementación y Desarrollo, la cual, sin menoscabo de las funciones que corresponden a los respectivos Organismos de la Administración Central del Estado, tendrá la responsabilidad de controlar, verificar y coordinar las acciones de todos los involucrados en esta actividad, proponer la incorporación de nuevos lineamientos, y conducir, en coordinación con los órganos competentes, la divulgación adecuada del proceso.[1]

- Recomendar a la Asamblea Nacional del Poder Popular, al Gobierno y a los organismos correspondientes que elaboren y aprueben, según el caso, las normas jurídicas necesarias para crear la base legal e institucional que respalde las modificaciones funcionales, estructurales y económicas que se adopten.[1]

- Encargar al Partido Comunista de Cuba la  responsabilidad de controlar, impulsar y exigir el cumplimiento de los Lineamientos aprobados, lo que presupone elevar la cultura económica de sus cuadros y militantes, a todos los niveles. El Pleno del Comité Central del Partido analizará al menos dos veces al año la marcha de la actualización del modelo económico y la ejecución del Plan de la Economía.[1]

## Impacto
El regreso de la Coca-Cola a Cuba en 2015 como parte de las reformas fue uno de los símbolos del avance de los lineamientos, especialmente porque la isla fue uno de los primeros lugares fuera de Estados Unidos donde la gaseosa se extendió hasta 1960, cuando Fidel Castro llegó al poder. En 2017 se realizó una consulta popular para avalar algunas modificaciones a las reformas económicas de los lineamientos, el VII Congreso del Partido Comunista de Cuba (PCC) ratificó esa consulta.

## Crítica
El 27 de junio de 2020, el Diario Las Américas, de la comunidad hispana en Florida, calificó a los lineamientos de «fracaso», puso de ejemplo que durante la pandemia por coronavirus de 2020 en la isla el gobierno cubano se volvió más represivo, que el deshielo cubano de 2016 no fue aprovechado para un acercamiento a los Estados Unidos y tachó a la administración de Raúl Castro, en donde se creó los lineamientos, de «conservador» ya que no hay una materialización concreta de los resultados a corto plazo como en el caso de China y Vietnam.